# Brechte (Familie)

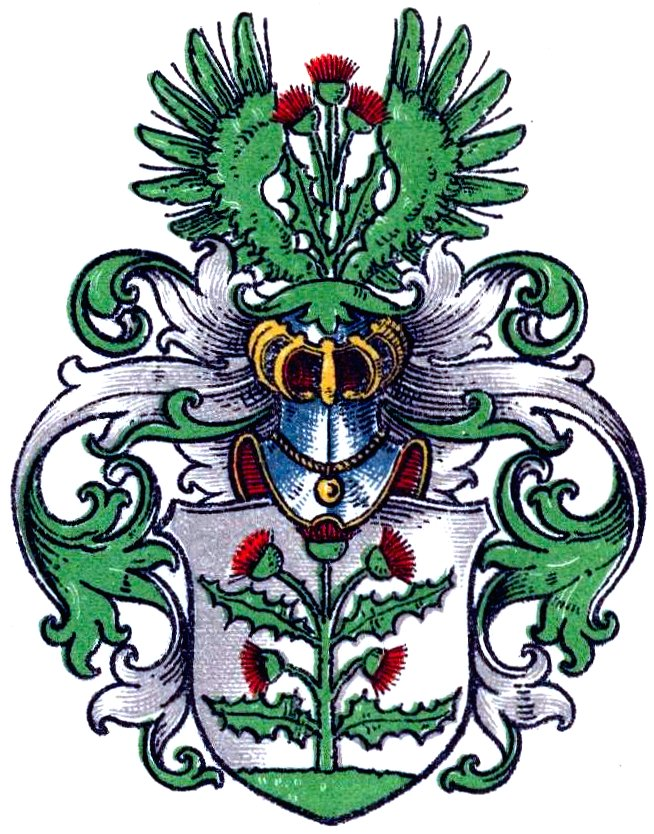
Wappen der Brechte

Die Familie Brechte war ein Patriziergeschlecht in Hamm. Es bestanden verwandtschaftliche Beziehungen nach Wesel und Münster.

## Geschichte
Aus der Familie gingen zahlreiche Hammer Bürgermeister und Rentmeister der Rentei Hamm hervor. Daneben war Gerhard Brechte zeitweilig als Kämmerer tätig. Außerdem trug die Familie mit verschiedenen Stiftungen zum Wohlergehen der Stadt bei. Albert Brechte vermachte dem Franziskanerkloster Hamm testamentarisch eine erhebliche Geldsumme zum Bau der Klosterkirche, so dass die Familie als zweiter Stifter des Klosters gilt. 1543 betätigten sich die Brüder Werner und Johann Brechte als Zustifter an die Elende. 1601 stifteten die Eheleute Rötger Brechte und Anna geb. Pfreund testamentarisch ihr Wohnhaus an der Weststraße 23, in dem sich heute das Café Extrablatt befindet, zur Errichtung eines Armenhauses.

## Familienmitglieder

### Bürgermeister
Die Familie stellte einige Bürgermeister in Hamm.
- 1486 Aelbert Brechte
- 1487 Ailbert Brechte
- 1554 Werner Brechte
- 1556 Johann Brecht
- 1558 Johann Brechte
- 1559 Albert Brechte
- 1561 Johann Brechte
- 1563 Johann Brechte[3]
- 1564 Albert Brechte[4]
- 1574 Johann Brechte (belegt 1. Februar 1575)[4]

### Rentmeister
Auch einige Rentmeister der Rentei Hamm sind aus dieser Familie hervorgegangen.
- 1383 Albert v. Brechte (St)
- 1477 Rotger Brechte (St)[6]

- 1520 Werner v. Brechte (St)
- 1580 Diederich Brechte (St)

### Verwandtschaftliche Beziehungen innerhalb der Familie und mit anderen Familien
Aus den Akten des Harlinghofes aus dem Ende des 16. Jahrhunderts geht hervor:
1. Generation: N.N. Brechten ⚭ N.N.

Söhne:

1.1 Albrecht Brechten 

1.2 Gerhard Brechten 

2. Generation

1.1 Albrecht Brechten ⚭ Christina (?)

Sohn

1.1.1 Johann Brechten

1.2 Gerhard Brechten ⚭ N.N.

Sohn

1.2.1 Bonaventura Brechten

3. Generation

1.1.1 Johann Brechten ⚭ Margarete Schurckmann

Tochter

1.1.1.1 Margarete Brechten

1.2.1 Bonaventura Brechten ⚭ Clara Coth

4. Generation

1.1.1.1 Magarete Brechten ⚭ Werner Diethardt († 1625)

Diese Zusammenstellung belegt die Verbindung der Familie Brechten u. a. zur Familie Schurckmann, die ebenfalls Bürgermeister in Hamm stellte.
Daneben ist das Brüderpaar Werner und Johann Brechte aus der ersten Hälfte des 16. Jahrhunderts zu erwähnen. Erstgenannter hatte einen Sohn Johann Brechte.
Zudem gibt es eine Verbindung zwischen der Familie des Rentmeisters und Richters Hermann Wilstake. Dessen Sohn Gobbel Wilstake war mit Christine Brechten verheiratet.

## Stiftungen der Familie in Hamm

### Elende
|               | Elends Arme (1741), Elends Armenhaus (1781) |
| ------------- | --- |
| Lage          | zwei Häuser an der Büttelstraße |
| Gründungsjahr | nach 1518 |
| Stifter       | 1537: Zustiftung der Hartleif Drove; 1543: Zustiftung der Brüder Werner und Johann Brechte |
| Zweck         | Aufnahme von armen Seuchenkranken, später Beherbergung armer Witwen |
| Träger        | Rat |
| Veränderungen | 1781: Verkauf der Häuser |
| Literatur     | Möller: Kurze Historisch-Genealogisch-Statistische Geschichte der Hauptstadt Hamm, und der ursprünglichen Entstehung der Grafschaft Mark, nebst einigen Berichtigungen, Hamm 1803 (Neudruck Osnabrück 1975), S. 109; A[dolf] Schillupp: Milde Stiftungen, in: 700 Jahre Stadt Hamm, hrsg. vom Magistrat der Stadt Hamm, Hamm 1927, Nachdruck Werl 1973, S. 267–292., S. 284; Willy Timm: Die Stadt Hamm von ihrer Gründung bis zur Gegenwart, in: Hamm. Chronik einer Stadt, Köln 1965, S. 29–123, S. 54; Maria Perrefort: Sozialengagement Hammer Frauen in der Vergangenheit, in: Die vergessene Geschichte - 775 Jahre Frauenleben in Hamm. Werkstattberichte, hrsg. von Antje Flüchter-Sheryari - Maria Perrefort, Hamm 2001, S. 156–157, S. 156. |

### Armenhaus Brechte (Funkenburg)
| Armenhaus Brechte | Funckenburg (1781) |
| ----------------- | --- |
| Lage              | Weststraße 23 (alt: Nro 100) |
| Gründungsjahr     | 1627 |
| Stifter           | Eheleute Rötger Brechte und Anna geb. Pfreund (1601 Testament); 1627: Vertragliche Einigung der Erben mit der Stadt Hamm |
| Zweck             | Beherbergung von 10 Armen |
| Träger            | Rat |
| Verwaltung        | Provisor (Beleg 1772) |
| Veränderungen     | 1781 Zusammenführung mit den anderen reformierten Stiftungen |
| Literatur         | Möller: Kurze Historisch-Genealogisch-Statistische Geschichte der Hauptstadt Hamm, und der ursprünglichen Entstehung der Grafschaft Mark, nebst einigen Berichtigungen, Hamm 1803 (Neudruck Osnabrück 1975), S. 108 A[dolf] Schillupp: Milde Stiftungen, in: 700 Jahre Stadt Hamm, hrsg. vom Magistrat der Stadt Hamm, Hamm 1927, Nachdruck Werl 1973, S. 267–292, S. 286; Maria Perrefort: Sozialengagement Hammer Frauen in der Vergangenheit, in: Die vergessene Geschichte - 775 Jahre Frauenleben in Hamm. Werkstattberichte, hrsg. von Antje Flüchter-Sheryari - Maria Perrefort, Hamm 2001, S. 156–157, S. 156. |

## Wappen
Blasonierung: In Silber eine aus grünem Rasen hervorwachsende grüne Distel mit fünf roten Blüten. Auf dem Helm ein offener grüner Flug, dazwischen eine dreiblütige grüne Distel. Die Helmdecken sind grün-silbern.